# Wissenbach (Töss, Kollbrunn)
Der Wissenbach ist ein rund sechs Kilometer langer linker Zufluss der Töss in den Gemeinden Weisslingen und Illnau-Effretikon im Schweizer Kanton Zürich. Er durchfliesst das Wisental (auch Wiesental) und entwässert dabei einen 10,3 Quadratkilometer grossen Abschnitt des Zürcher Oberlands.
Er ist nicht zu verwechseln mit dem Wissenbach, welcher bei Bauma in die Töss mündet.

## Geographie

### Verlauf

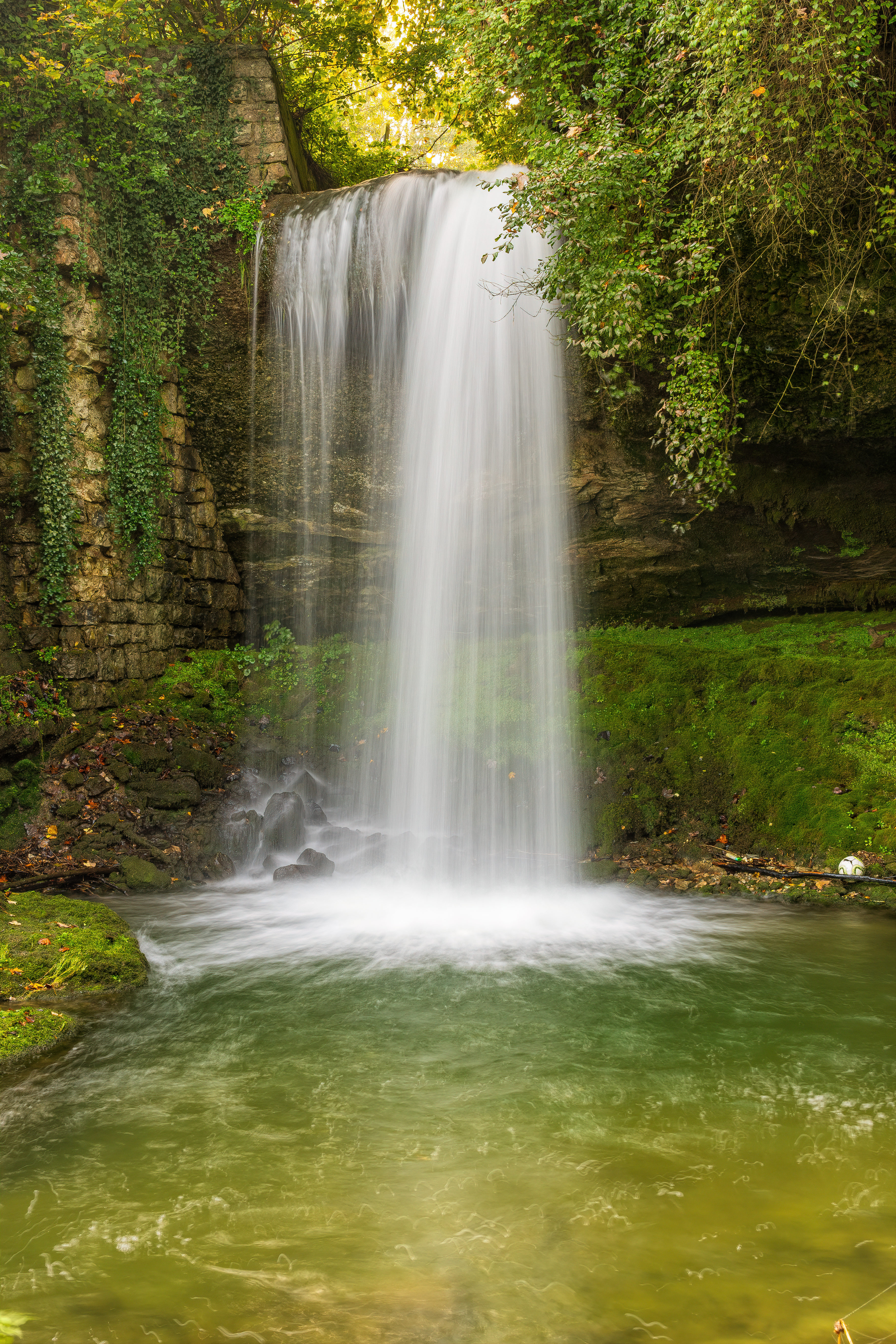
Wasserfall am Wissenbach bei Weisslingen

Der Wissenbach entspringt in der Gemeinde Weisslingen auf 694 m ü. M. am Nothaldenweg in der Flur Erggel im Waldgebiet Oholz oberhalb des Hofes Hagenacher und unterhalb der Nothalden. Nach kurzem Bachlauf nach Nordwesten wird er am Waldrand beim Erggelweg eingedolt. Er unterquert die Felder im Gebiet Hagenacher und Eichwis und wird jetzt vorwiegend gegen Nordosten geleitet, wo er zugleich den Büelacher unterquert sowie das Haselwisbächli von links aufnimmt.
Der Bach erreicht den Weiler Theilingen, wo er unterirdisch der Theilingerstrasse folgt. Dabei nimmt er den Nothaldenbach und das Oberwisbächli auf, ehe er im nördlichen Teil des Dorfes, zwischen Felsen und Tüffi, für etwa 65 Meter an die Oberfläche tritt. Er unterquert die Cheibenägerten und tritt rund 25 Meter vor der Einmündung in den Theiligerweiher wieder zutage. In den kleinen künstlichen Weiher münden von rechts der Moosbach sowie der Ländikerbach.
Der Wissenbach verlässt den Theiligerweiher an seinem nördlichen Ufer und durchquert zugleich das Dorf Weisslingen. Bei Steinacher, etwa im Dorfzentrum, wird er kurz eingedolt und nimmt dabei von links den Fürbach auf, welcher den Brauiweiher entwässert. Bei Schmittenacher tritt er wieder an die Oberfläche und fliesst nun nach Norden, wobei ihm kurz darauf ein Waldsaum folgt. Er nimmt den Weierbach von links auf passiert rechtsufrig die ARA, wo er von rechts das Wasser des Wingertenbächlis aufnimmt.
Er erreicht nun das kleine und enge Weisental, wo er sich im oberen Teil zwischen Langacher und Cholgrube tief in den westlichen Talhang eingefressen hat. In diesem Abschnitt münden von rechts das Mülibächli und das Tieracherbächli sowie von links der Langächerbach, der Steigbach und das Steigholzbächli. Er unterquert die Dorfstrasse zwischen Weisslingen und Kollbrunn und nimmt bei Neu Brünggen von links den Hellbach auf, welcher die Gemeindegrenze zwischen Weisslingen und Illnau-Effretikon bildet. 
Ab hier bildet er selbst die Gemeindegrenze und verläuft jetzt am östlichen Talhang in nordöstliche Richtung. Hier münden kurz darauf von links der Cholgruebbach und der Chotachertobelbach sowie der Tollenbach von rechts, ehe er den Weiler Weisental erreicht, welcher am linken Bachufer liegt. Der Wissenbach nimmt den Wiselwisenbach und den Vorderwaldbach von rechts auf und durchfliesst das Tal wieder gegen Norden. Es münden von links das Chüeweidbächli, von rechts der Zigeunerbach und wieder von links der Rosteltobelbach, ehe er schliesslich gegenüber von Kollbrunn auf 489 m ü. M. von links und Süden in den Mittellauf der Töss mündet.

### Einzugsgebiet
Das 10,3 Quadratkilometer grosse Einzugsgebiet erstreckt sich über die Gemeinden Illnau-Effretikon und Weisslingen. Es setzt sich aus 47,3 % landwirtschaftlicher Fläche, 44,1 % naturnaher Fläche und Wald sowie 8,5 % bebauter Fläche zusammen. Die höchste Erhebung liegt auf 735 m ü. M. in der Flur Gsang östlich von Leisibüel, die durchschnittliche Höhe beträgt 626 m ü. M.
Im Westen liegt das Einzugsgebiet des Brandrütibachs, des Mülitobelbachs sowie das der Kempt, welches auch im Südwesten angrenzt, und im Osten und Südosten das des Tobelbachs. Diese entwässern alle ebenfalls in die Töss.

### Zuflüsse
Die direkten und indirekten Zuflüsse bachabwärts
- Haselwisbächli  (links), 0,3 km
- Nothaldenbach (rechts), 0,8 km
  - Schürächerlibach (rechts), 0,5 km
  - Holzstiglenbächli (links), 0,5 km
- Oberwisbächli (rechts), 0,3 km
- Moosbach (rechts), 1,1 km
  - Leisibüelbach (rechts), 0,7 km
- Ländikerbach (rechts), 1,1 km
  - Lochbächli (rechts), 0,1 km
  - Flueacherbach (rechts), 0,6 km
- Fürbach (links), 1,0 km
  - Böldbach (rechts), 0,5 km
    - Multentöbelibach (links), 0,2 km

  - Farzelbächli (links), 0,5 km
- Weierbach (links), 0,3 km
- Wingertenbächli (rechts), 0,3 km
- Mülibächli (rechts), 0,1 km
- Langächerbach (links), 0,5 km
- Tieracherbächli (rechts), 0,1 km
- Steigbach (Heubach) (links), 2,1
  - Breitacherbächli (rechts), 0,1 km
  - Tobelholzbächli (links), 0,3 km
  - Dickibach (rechts), 0,6 km
    - Hermannsrütibächli (links), 0,2 km
    - Hardbächli (links), 0,4 km
    - Lochweidbächli (links), 0,4 km

  - Hüneggbächli (links), 0,4 km
- Steigholzbächli (links), 0,4 km
- Hellbach (links), 2,1 km
  - Nägelseebächli (links), 0,1 km
  - Pfruendholzbach (rechts), 0,1 km
  - Nassmattbach (links), 0,4 km
- Cholgruebbach (links), 0,2 km
- Chotachertobelbach (links), 0,8 km
  - Bruggwisgraben (links), 0,1 km
  - Grossachergraben (links), 0,3 km
  - Brünggbergbächli (rechts), 0,7 km
- Tollenbach (rechts), 1,8 km
  - Neuwisenbächli (rechts), 0,1 km
  - Seckibächli (rechts), 0,1 km
  - Rossenrietbach (rechts), 0,5 km
- Wiselwisenbach (rechts), 0,2 km
- Vorderwaldbach (rechts), 1,8 km
- Chüeweidbächli (links), 0,1 km
- Zigeunerbach (rechts), 0,6 km
- Rosteltobelbach (links), 0,4 km